# Dural (Nouvelle-Galles du Sud)
Pour les articles homonymes, voir Dural.
Dural est une banlieue de Sydney en Nouvelle-Galles du Sud, à 36 km au nord-ouest du Centre d'affaires de Sydney.
Sa population était de 7 570 habitants en 2016.